# Zrínyi Endre
Zrínyi Endre (Marosvásárhely, 1927. március 3. – Marosvásárhely, 1998. március 26.) erdélyi magyar muzeológus, régész.

## Életútja
Szülővárosa Református Kollégiumában érettségizett (1946). Nehéz ifjúkori életkörülményei miatt csak élete delén túl végezhetett szaktanulmányokat: a marosvásárhelyi Pedagógiai Főiskolán román-történelem szakon (1971), majd pedig a kolozsvári BBTE Történelem–Filozófia Karán szerzett oklevelet (1981). 1949-től a marosvásárhelyi Megyei Múzeum önkéntes külső munkatársa, 1956-tól nyugdíjazásáig (1989) alkalmazottja. Osztályvezető főmuzeológusi állásból vonult nyugalomba, de nyugdíjas muzeológusként továbbra igényt tartottak munkásságára.

## Munkássága
Szakterülete a régészet és a numizmatika. A múzeumi anyag leltárának, szakkatalógusának összeállításával párhuzamosan rövid közleményekben ismertette a jelentősebb leleteket (jobbágytelki bronzlelet, márkodi római raktárlelet, a marosvásárhelyi fazekasság emlékei). A Székelyföld északi felében tett terepbejárásai nyomán a tájegység régmúltjának számos fehér foltját tüntette el. Elkészítette Maros megye népvándorlás kori leleteinek repertóriumát (1976).
Több régészeti feltárásnak volt vezetője vagy munkatársa (dedrádszéplaki újkőkori telep, kendi kora vaskori telep és temető, magyarózdi szkíta temető, marosvécsi római castrum, malomfalvi kora középkori település, gyergyószárhegyi reneszánsz kastély). Részt vett a maroskeresztúri, marosvécsi római emlékek (érmék, feliratok, faragványok) feldolgozásában.
Egyik alapítója a múzeum folyóiratának (1965-től Studii şi Materiale, 1975-től Marisia címmel). Közölt még az Acta Musei Napocensis, Apulum, Dacia, Epigraphica, Ephemeris Napocensis és más szakfolyóiratokban. Társszerzőkkel együtt önálló kötetben dolgozta fel a múzeum kincs- és pénzleleteit. A magyar nyelvű sajtóban (Korunk, Népújság) közölt cikkeivel, kiállítások szervezésével közvetítette szaktudománya eredményeit a nagyközönség felé. Szakmai hitele, széles körű műveltsége, nyelvismerete okán – munkatársai egyöntetű véleménye szerint – „példaképnek, a legértékesebb vásárhelyi régésznek tekinthető”.

## Kötetei
- Tezaure şi descoperiri monetare din Muzeul judeţean Mureş[1] (társszerzők E. Chirilă, N. Gudea, V. Lazăr, Marosvásárhely, 1980).
- A marosvécsi római castrum (társszerzővel, Marosvásárhely, 1995).